# Poul Anderson
Poul William Anderson (25. listopadu 1926, Bristol, v Pensylvánii – 31. července 2001 Orinda, Kalifornie) byl americký spisovatel science fiction, jehož dílo přesahovalo do fantasy. Řadí se k autorům tzv. Zlatého věku sci-fi. Mezi jeho nejznámější díla patří Strážci času (později Stráž času), Kosmičtí křižáci a Tři srdce, tři lvi.

## Život
Narodil se roku 1926 v Bristolu v USA. Mládí strávil v Minnesotě a Texasu. Vystudoval fyziku na Minnesotské universitě. Roku 1953 se oženil s Karen Kurseovou, která byla často spoluautorkou jeho děl (např. fantasy cyklu o Keltech King of Ys). Měli spolu jedinou dceru Astrid, ta se později stala ženou jiného SF spisovatele Grega Beara.
V roce 1972 se stal šestým prezidentem Science Fiction and Fantasy Writers of America. Díky svým románům Zlomený meč a Tři srdce a tři lvi se stal členem Swordsmen and Sorcerers' Guild of America (SAGA), sdružení spisovatelů píšících fantasy, konkrétně její odnož sword and sorcery.

## Dílo
Debutoval již během svých vysokoškolských studií v roce 1947 povídkami Tomorrow's Children (kterou napsal s F. N. Waldropem) a Chain of Logic. První povídky publikoval ještě pod pseudonymy „A. A. Craig“, „Michael Karageorge“ a „Winston P. Sanders“.
Během více než padesáti let tvůrčího života vytvořil úctyhodnou řadu děl – stovku knih včetně sbírek povídek a několik set povídek a téměř sto článků na různá témata. Vytvořil několik cyklů románů, ve kterých kromě své ženy spolupracoval s dalšími SF autory – cyklus Hoka vytvořil s Gordonem R. Dicksonem. Mezi jeho nejrozsáhlejší cykly patří Psychotechnic League (6 románů) a sága Technical History - Nicolas van Rijn (7 románů) a Technical History - Dominic Flandry (14 románů). Tento cyklus popisuje padesát století historie vzestupů a pádů tří impérií galaktické federace, s dlouhodobými vlivy různých myšlenkových postojů a technologií na společnost, její utváření a strukturu.
Do cyklu Time Patrol patří pět povídkových knih (česky vyšly Strážci času, Horizont 1970, nové a doplněné vydání Stráž času vydal Talpress spol. s r.o., 1997). V sérii povídek se setkáváme s organizací Strážců času, kteří mají za úkol bránit časovým paradoxům způsobeným možností lidstva cestovat v čase. V jednotlivých povídkách navštívíme různé národy a období, přičemž v každé povídce je řešen jiný „časový“ delikt. Asi nejvýraznější povídkou je Smutek Góta Odina, ve které Anderson mimo jiné zužitkoval své ohromné znalosti severských národů a jejich historie.
Cyklus Three Hearts obsahuje dva romány, z nichž v češtině vyšly Three Hearts and Three Lions (česky Tři srdce a tři lvi, Albatros 1999). V románu se hlavní hrdina dostává do alternativního fantasy světa, kde hledá způsob, jak se vrátit do našeho světa, přičemž vykoná mnoho hrdinských skutků. Anderson o románu prohlásil, že patří mezi jeho nejoblíbenější, nicméně pro současného čtenáře je patrné, že se na díle podepsal zub času.
V češtině jsme se kromě výše jmenovaných prací mohli setkat například s knihami The High Crusade (č. Kosmičtí křižáci, KJV 1992), kde se středověkému vojsku podaří zajmout kosmickou loď, The Queen of Air and Darkness (česky Královna vzduchu a temnot, Laser 1992), obsahuje i další dvě Hugem oceněné povídky Hunter's Moon – Lovcův měsíc a No Truce with Kings – Není smíru s vládci).
Broken sword (česky Zlomený meč 1993) představuje jeden ze zajímavých dark fantasy románů. V románu se prakticky nevyskytuje opravdu dobrý hrdina, probíhající boj mezi elfy a skřety je plný násilí, lidé jsou zde pouhými statisty.
Dále v češtině z fantasy vyšlo Conan rebel (KJV 1994), Válka bohů (Perseus 1999), což je mytický příběh dánského krále Haddinga, Tanečnice z Atlantidy (Ivo Železný, 2000), A Midsummer Tempest (č. Bouře noci svatojánské, Albatros 2003) o alternativní historii vycházející z prostředí Shakespearova Snu noci svatojánské, Matka králů (Perseus). Trilogii historického eposu Poslední Viking o posledním a největším vikinském králi Haraldu Krutém (Zlatý roh, Cesta mořského koně, Ve znamení krkavce) vydalo nakladatelství Perseus. Sci-fi zastupují knihy Geneze (Perseus), Hvězdy jsou jako oheň (Classic), Inkarnace hvězd – Avatar (Banshies), Loď na milión let (Classic, 2001),

## Ocenění
Anderson získal za svá díla mnoho cen: sedmkrát cenu Hugo (1961 za povídku The Longest Voyage, 1964 za povídku No Truce with Kings, 1969 za novelu The Sharing of Flesh, 1972 za novelu The Queen of Air and Darkness, 1973 za novelu Goat Song, 1979 za novelu Hunter's Moon, 1982 za novelu The Saturn Game), třikrát cenu Nebula (1971 za novelu The Queen of Air and Darkness, 1972 za novelu Goat Song, 1981 za román The Saturn Game), čtyřikrát Prometheus Award (1985, 1995, 2001 s 2010), Forry Award (1967) za celoživotní dílo., cenu Gandalf (1978), cenu J. W. Cambella, Mythopoetic Award, cenu Augusta Derletha (1974), Locus Poll Award, stal se r. 1997 Velmistrem žánru, r. 2000 byl uveden do Dvorany slávy SF&F.

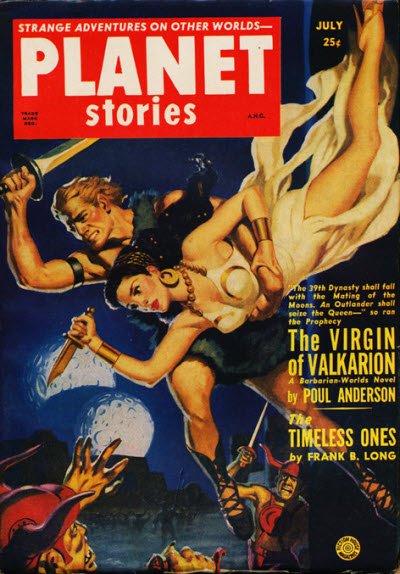
Obálka časopisu Planet Stories z roku 1951 s Andersonovou povídkou The Virgin of Valkarion

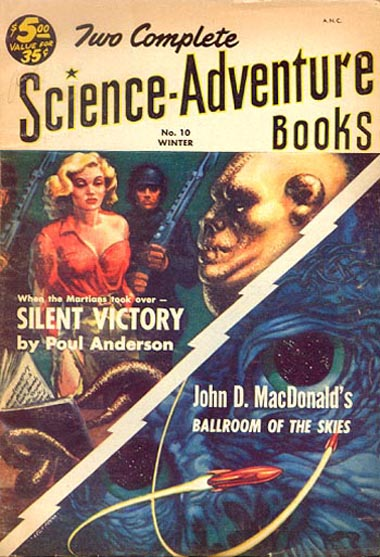
Obálka časopisu Two Complete Science-Adventure Books z roku 1953 s Andersonovou novelou Silent Victor

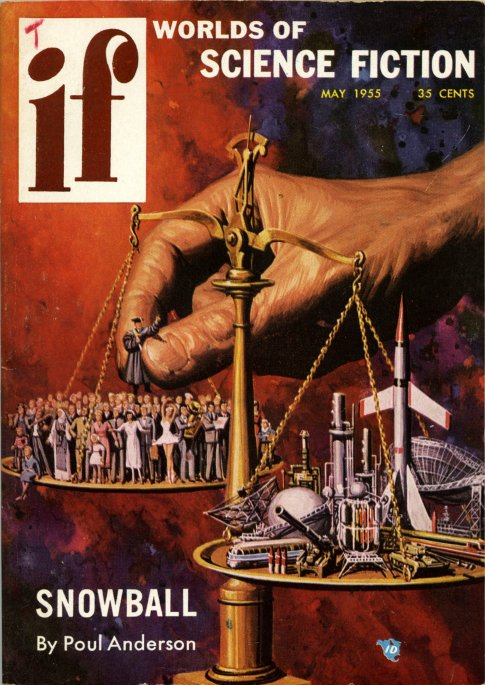
Obálka časopisu If z roku 1955 s Andersonovou povídkou Snowball

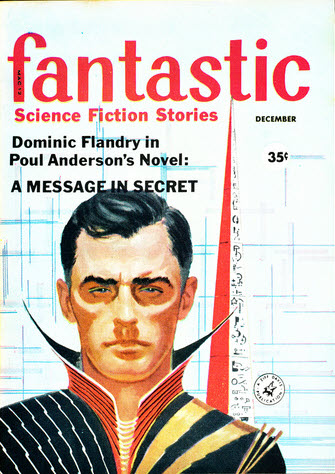
Obálka časopisu Fantastic z roku 1959 s Andersonovou povídkou A Message In Secre

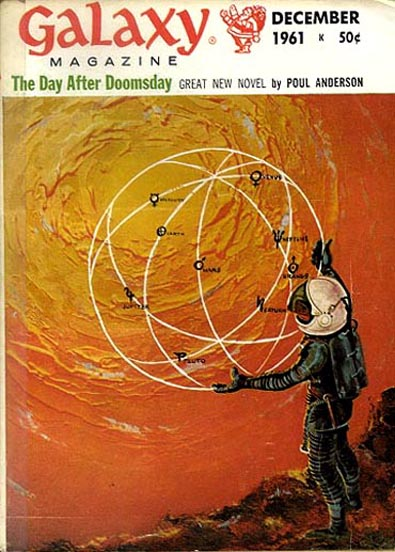
Obálka časopisu Galaxy Nagazine z roku 1961 s Andersonovou novelou The Day After Doomsday

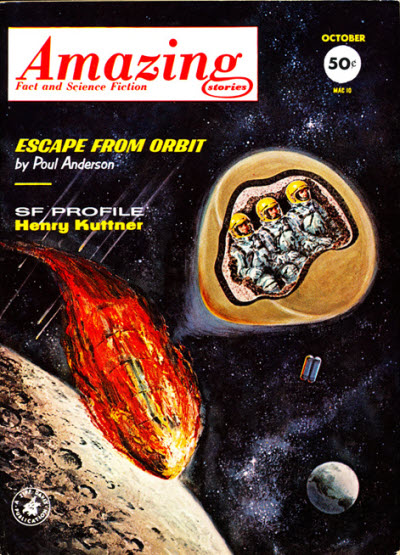
Obálka časopisu Amazing Stories z roku 1962 s Andersonovou povídkou Escape from Orbit

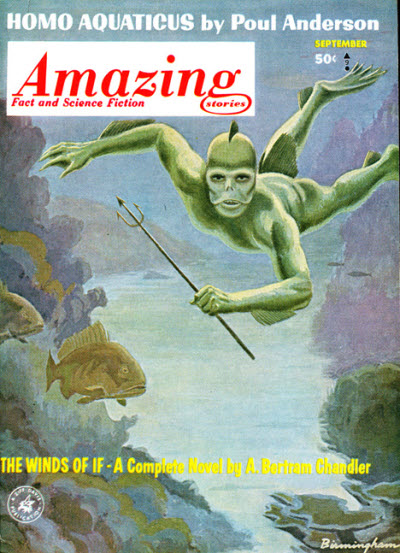
Obálka časopisu Amazing Stories z roku 1963 s Andersonovým románem Homo Aquaticus

### Science fiction cykly

#### Hoka
- Earthman's Burden (1957) s Gordonem R. Dicksonem
- Star Prince Charlie (1975) s Gordonem R. Dicksonem
- Hoka! (1983) s Gordonem R. Dicksonem

Vydáno také v nakladatelstvím Baen jako:
- Hoka! Hoka! Hoka! roku 1998
- Hokas Pokas roku 2000

#### The Psychotechnic League
- Star Ways (také jako The Peregrine) (1956)
- The Snows of Ganymede (1958)
- Virgin Planet (1959)
- The Psychotechnic League (1981)
- Cold Victory (1982)
- Starship (1982)

#### Technic History
- Polesotechnic League, cyklus Nicholase van Rijna, uvedeno podle vnitřní chronologie:
  - War of the Wing-Men (také jako The Man Who Counts) (1958)
  - Trader to the Stars (1964) (Prometheus Award roku 1985):
    - Hiding Place (1961)
    - Territory (1961)
    - The Master Ke (1964)

  - The Trouble Twisters (hlavní hrdina David Falkayn, bez Van Rijna) (1966):
    - The Three-Cornered Wheel (1963)
    - A Sun Invisible (1966)
    - The Trouble Twisters (také jako Trader Team) (1965)

  - Satan's World (1969)
  - The Earth Book of Stormgate (některé příběhy bez Van Rijna) (1978):
    - Wings of Victory (1972)
    - The Problem of Pain (1973)
    - How to be Ethnic in One Easy Lesson (1974)
    - Margin of Profit (1956)
    - Esau (také jako Birthright) (1970)
    - The Season of Forgiveness (1973)
    - The Man Who Counts (1958)
    - A Little Knowledge (1971)
    - Day of Burning (také jako Supernova) (1967)
    - Lodestar (1973)
    - Wingless (také jako Wingless on Avalon) (1973)
    - Rescue on Avalon (1973)

  - Mirkheim (1977)
  - The People of the Wind (bez Falkayna nebo Van Rijna) (1973)
- Terran Empire, cyklus Dominica Flandryho. tajného agenta pokoušejícího se oddálit kolaps dekadentního galaktického impéria. Díla jsou uvedena dle vnitřní chronologie:
  - The Imperial Stars (2000)
    - Ensign Flandry (1966)
    - A Circus of Hells (1970)
    - The Rebel Worlds (1969)

  - The Day of Their Return (bez Flandryho) (1973)
  - Agent of the Terran Empire (1965):
    - Tiger by the Tail (1951)
    - he Warriors From Nowhere (1954)
    - Honorable Enemies (1951)
    - Hunters of the Sky Cave (také jako A Handful of Stars nebo We Claim These Stars) (1959)

  - Flandry of Terra (1965):
    - The Game of Glory (1958)
    - A Message in Secret (také jako Mayday Orbit) (1959)
    - The Plague of Masters" (také jako A Plague of Masters nebo Earthman, Go Home!) (1960)

  - A Knight of Ghosts and Shadows (1974)
  - A Stone in Heaven (1979)
  - The Game of Empire (s dcerou Flandryho) (1985)
    - The Long Night (o temném věku po Flandryho éře) (1983):
    - The Star Plunderer" (1952)
    - Outpost of Empire" (1967)
    - A Tragedy of Errors" (1967)
    - The Sharing of Flesh" (1968) (cena Hugo, nominováno na cenu Nebula))
    - Starfog (1967)

  - Let the Spacemen Beware (také jako The Night Face, bez Flandryho) (1963)

#### Time Patrol
Cyklus se skládá z jedenácti povídek:
1. Time Patrol (1955)
2. Brave to be a King (1959)
3. Gibraltar Falls (1975)
4. The Only Game in Town (1960)
5. Delenda Est (1955)
6. Ivory, and Apes, and Peacocks (1983)
7. The Sorrow of Odin the Goth (1983)
8. Star of the Sea (1991)
9. The Year of the Ransom (1988)
10. The Shield of Time (1990)
11. Death and the Knight (1995)

Tyto povídky byly vydávány v pěti různých uspořádáních:
- Guardians of Time (1960), obsahuje povídky č. 1, 2, 4 a 5, ve vydání z roku 1981 ještě povídku č. 3
- Time Patrolman (1983), obsahuje povídky č. 6 a 7.
- Annals of the Time Patrol (1983), obsahuje povídky č. 1 až 7.
- The Time Patrol (1991), obsahuje povídky č. 1 až 10)
- Time Patrol (2006), obsahuje všech jedenáct povídek.

#### History of Rustum
- Orbit Unlimited (1961)
- New America (1982):
  - My Own, My Native Land (1974).
  - Passing the Love of Women' (1974).
  - A Fair Exchange (1974).
  - To Promote the General Welfare (1975).

#### Maurai
- Maurai and Kith (1982):
  - Ghetto (1954)
  - The Sky People (1959)
  - Progress (1961)
  - The Horn of Time the Hunter (1963) (také jako "Homo Aquaticus)
  - Windmill (1973).
- Orion Shall Rise (1983).
- Starfarers (1998).

#### Harvest of Stars
- Harvest of Stars (1993)
- The Stars Are Also Fire (1994) (Prometheus Award 1995)
- Harvest the Fire (1995)
- The Fleet of Stars (1997) (Prometheus Award 1998)

### Fantasy cykly

#### King of Ys
- Roma Mater (1986) s Karen Andersonovou.
- Gallicenae (1987) s Karen Andersonovou.
- Dahut (1987) s Karen Andersononovou.
- The Dog and the Wolf (1988) s Karen Andersonovou.

#### Operation Otherworld
- Operation Chaos (1971)
- Operation Luna (1999)

### Historické romány
- The Golden Slave (1960) - historický román
- Rogue Sword (1960) - historický román
- The Last Viking (Poslední Viking), historický románový cyklus o životě Haralda Krutého napsaný společně s Karen Andersonovou:
  - The Golden Horn (1980), česky Zlatý roh, Perseus 2004)
  - The Road of the Sea Horse, Cesta mořského koně, Perseus 2005)
  - The Sign of the Raven (1980), česky Znamení krkavce, Perseus 2005)

### Ostatní romány
- Vault of the Ages (1952)
- Brain Wave (1954)
- The Broken Sword (1954)
- Question and Answer (také jako Planet of No Return) (1954)
- No World of Their Own (1955)
- Perish by the Sword (1959)
- War of Two Worlds (1959)
- The Enemy Stars (také jako "'We have fed our sea'") (1959)
- The High Crusade (1960)
- Murder in Black Letter (1960)
- Three Hearts and Three Lions (1961, česky Tři srdce, tři lvi, Albatros 1999)
- Twilight World (1961)
- After Doomsday (1962)
- The Makeshift Rocket (1962)
- Murder Bound (1962)
- Shield (1963)
- Three Worlds to Conquer (1964)
- The Corridors of Time (1965)
- The Fox, the Dog and the Griffin: A Folk Tale Adapted from the Danish of C. Molbeck (1966)
- World Without Stars (1966)
- Tau Zero (1970) (rozšíření "To Outlive Eternity")
- The Byworlder (1971)
- The Dancer from Atlantis (1971)
- There Will Be Time (1972)
- Hrolf Kraki's Saga (1973)
- Fire Time (1974)
- Inheritors of Earth (1974) with Gordon Eklund
- A Midsummer Tempest (1974)
- The Winter of the World (1975)
- The Avatar (1978)
- The Demon of Scattery (1979) with Mildred Downey Broxon
- Conan the Rebel (1980)
- The Devil's Game (1980)
- The Saturn Game (1981)
- The Boat of a Million Years (1989)
- The Longest Voyage (1991)
- War of the Gods (1997)
- Genesis (2000) (cena Johna W. Campbella)
- Mother of Kings (2001)
- For Love and Glory (2003)

### Fixup (povídky přepracované do románu)
- The Star Fox (1965)
- Operation Chaos (1971)
- The Merman's Children (1979)
- For Love and Glory (2003)

### Sbírky
- Orbit Unlimited (1961)
- Strangers from Earth (1961)
- Twilight World (1961)
- Un-Man and Other Novellas (1962)
- Time and Stars (1964)
- The Fox, the Dog, and the Griffin (1966)
- The Horn of Time (1968)
- Beyond the Beyond (1969)
- Seven Conquests (1969)
- Tales of the Flying Mountains (1970)
- The Queen of Air and Darkness and Other Stories (1973)
- The Many Worlds of Poul Anderson (také jako The Book of Poul Anderson) (1974)
- Homeward and Beyond (1975)
- The Best of Poul Anderson (1976)
- Homebrew (1976)
- The Night Face & Other Stories (1979)
- The Dark Between the Stars (1981)
- Explorations (1981)
- Fantasy (1981)
- Winners (1981) (sbíraka Hugem oceněných prací)
- Cold Victory (1982)
- The Gods Laughed (1982)
- New America (1982)
- Starship (1982)
- The Winter of the World / The Queen of Air and Darkness (1982)
- Conflict (1983)
- The Long Night (1983)
- Past Times (1984)
- The Unicorn Trade (1984) s Karen Anderson
- Dialogue With Darkness (1985)
- Space Folk (1989)
- The Shield of Time (1990)
- Alight in the Void (1991)
- The Armies of Elfland (1991)
- Inconstant Star (1991) příběh odehrávající se ve světě Kzinů od Larryho Nivena
- Kinship with the Stars (1991)
- All One Universe (1996)
- Going for Infinity (2002).

### Antologie
- Nebula Award Stories Four (1969)
- The Day the Sun Stood Still (1972) s Gordonem R. Dicksonem a Robertem Silverbergem
- A World Named Cleopatra (1977)